# Eupithecia venusta
Eupithecia venusta là một loài bướm đêm trong họ Geometridae.